# Пандульф IV (князь Капуанський)
Пандульф IV (†1049/1050) — лангобардський князь Капуанський впродовж трьох різних термінів (1016—1022), (1026—1038), (1047—1049/1050). За жорстокість і віроломство отримав від сучасників прізвисько «Аббруцький вовк».

## Передумови
На початку XI ст. на півдні Італії склалась складна і заплутана політична ситуація. Апулія, Калабрія і Неаполітанське герцогство ще з часів завоювань під час Готських війн імператора Юстиніана вважались васалами східної Візантійської імперії, тоді як лангобардські князівства Південної Італії (Беневенто, Салерно і Капуя) з часів італійських походів і перемоги над лангобардами Карла Великого перебували у васальних відносинах із західною Каролінзькою імперією (згодом Священною римською імперією). Вплив як Східної, так і Західної імперій на політичні утворення у Південній Італії був радше умовний і їх формальні васали користувались значним ступенем автономії в господарських, військових та політичних питаннях, що сприяло виникненню на цій території перших в історії середньовічної Європи фактично незалежних морських торгових республік, таких як Амальфі і Гаета. До цього додавався вплив римських понтифіків і наявність різноманітних загонів найманців — від арабів з сусідньої Сицилії до норманів з Північної Європи і варягів з Візантії.
В 1109 році лангобарди, що мешкали на території візантійської Апулії, підняли повстання проти візантійської зверхності на чолі з Мелусом Барійським. Лангобардські князівства південної Італії таємно підтримували своїх співвітчизників, повсталих у Апулії, проте не надавали їм відкритої допомоги. Намагаючись знайти собі спільників у боротьбі з візантійцями, повсталі лангобарди Мелуса запросили в Південну Італію для допомоги перший відомий загін норманських найманців на чолі із Райнульфом Дренго, які відтоді вже не сходили зі сторінок історії Південної Італії і з часом повністю захопили її на свою користь.
У 1018 візантійський катапан Василь Боіоанн (грец. Βοϊωάννης, лат. Boioannes) розгромив під Каннами повсталих лангобардів та їх норманських союзників. Завдяки цій перемозі позиції Візантії у південній Італії значно підсилились і лангобардські князі були змушені визнати її зверхність, зрадивши тим самим свої васальні обов'язки перед імператором Священної Римської імперії. Серед цих князів Пандульф IV, князь Капуї, був найбільш запопадливим до візантійців.

## Перше правління (1016—1022)
З 1016 по 1022 Пандульф IV правив Капуанським князівством разом зі своїм кузеном Пандульфом II.
Початок правління Пандульфа IV збігся з черговим повстанням апулійських лангобардів на чолі з Мелусом. Після поразки повсталих в Битві при Каннах в жовтні 1018 року, Пандульф IV оголосив про свою лояльність Візантії і надіслав до Константинополя символічні ключі від своєї столиці. На початку 1021 року Пандульф і його брат Атенульф, абат Монте-Кассіно, пропустили візантійські війська через свої території і дозволили їм заарештувати і стратити одного з ватажків лангобардського повстання — Даттуса, що був зятем Мелуса і особистим другом папи Бенедикта VIII.
Розгніваний папа зажадав від імператора Генріха II відновити спокій в Південній Італії і покарати Пандульфа і Атенульфа. У грудні 1021 Генріх II виступив в італійський похід. Частина його армії під командуванням архієпископа Кельнського Пілгріма пішла вздовж західного узбережжя Італії, а сам імператор рухався уздовж Адріатичного моря. При наближенні армії Пілгріма Атенульф, абат Монте-Кассіно, втік зі свого монастиря і вирушив на кораблі до Константинополя. Раптова буря потопила корабель, що було сприйняте сучасниками як справедливе покарання.
Загін під керівництвом Пілгріма обложив Капую. У 1022 незадоволені мешканці міста і нормандські найманці відкрили ворота міста, Пандульфа IV було захоплено в полон і вивезено до Німеччини, де він пробув у в'язниці два роки. Новим князем Капуанським став Пандульф V, граф Теано.

## Друге правління (1026—1038)

Південна Італія і Капуанське князівство за часів правління Пандульфа IV

Після смерті Генріха ІІ, новий імператор Конрад II звільнив Пандульфа IV в 1024 на прохання князя Салернського Гваймара III, який був одружений з сестрою Пандульфа. Пандульф, Гваймар і ватажок нормандських авантюристів Райнульф Дренго взяли Капую в облогу у 1025 році. Пізніше до них приєднався візантієць Василь Боіоанн з могутнім військом. У 1026, після 18 місяців облоги, Капуя впала і Пандульф IV відновив свою владу в князівстві.
У 1027 Пандульф захопив сусіднє Неаполітанське герцогство і змістив з престолу герцога Сергія IV. В 1029 році Сергій IV повернув собі владу за допомогою норманlського війська на чолі з Райнульфом Дренго, який в подяку за допомогу отримав від Неаполя Аверське графство. Таким чином нормандські найманці отримали перше земельне володіння у Південній Італії. У 1032 Пандульф IV переміг свого іншого сусіда — герцога Гаетанського Іоанна V і захопив Гаету. Саме тоді його стали називати «Абруццький вовк». Реванш за поразку 1029 року від Неаполя Пандульф IV взяв в 1034 році. Йому вдалося інспірувати повстання у підлеглому Неаполю Сорренто, в результаті якого Соррентське герцогство проголосило свою незалежність. Овдовілий Райнульф Дренго в черговий раз перейшов на сторону Пандульфа, і приголомшений таким віроломством Сергій IV пішов у монастир.
Салернський Гваймар IV (племінник Пандульфа IV по матері) з 1036 року розпочав війну проти Вовка з Абруццо. Війна йшла з перемінним успіхом і тоді Гваймар IV звернувся до західного імператора Конрада II і східного імператора Михаїла IV Пафлагонського із закликом врегулювати спірні територіальні питання на півдні Італії. Візантійці були зайняті підготовкою до походу проти арабів в Сицилію і не відповіли на заклик. Конрад ІІ здійснив в 1038 році похід в Італію і перебуваючи у Трої наказав Пандульфу IV, зокрема, повернути викрадену з монастиря Монтекассіно власність. Пандульф IV надіслав Конраду своє прохання про мир, передав в подарунок імператору 300 фунтів золота та запропонував йому в заручники своїх дочку та сина. Імператор погодився, проте заручники утекли до батька, який заховав їх у віддаленому замку Сант-Агата-де-Готі. Тоді імператор захопив Капую, передав князівський титул Гваймару та визнав Аверсу графством, підлеглим Салерно. Пандульф IV утік до Константинополя, проте був там ув'язнений.

## Третє правління (1047—1050)
Скориставшись заклопотаністю візантійської армії боротьбою з арабами в Сицилії, апулійські лангобарди за підтримки норманських найманців в 1040 році знову підняли повстання проти Візантії. Салернський князь Гваймар IV, який отримав перед тим від західного імператора Капуанське князівство Пандульфа, відкрито підтримав повсталих і завчасно прийняв титул герцога Апулії і Калабрії (на той час візантійських територій). У відповідь на цей крок Гваймара, імператор Михаїл IV Пафлагонський звільнив Пандульфа з ув'язнення.
В 1042 році Пандульф повернувся до Італії і наступні п'ять років вів війну з Гваймаром, в результаті якої вчергове захопив Капую під свій контроль. У 1047 імператор Генріх III знову визнав Пандульфа IV князем Капуї. Після смерті Пандульфа IV 19 лютого 1049/1050 року Капуанське князівство успадкував його син Пандульф VI.

## Спадщина
Нащадки «Вовка з Абруццо» виявились слабкими правителями і вже в 1058 році лангобарди втратили Капуанське князівство назавжди. Стародавнє лангобардське князівство захопив нормандець Річард Дренго, племінник Райнульфа Дренго — колишнього найманця і спільника Пандульфа IV.